# Ecocrítica
Los estudios de la literatura y del medio ambiente han desembocado en las últimas décadas en los EE. UU. en la creación de una escuela de crítica literaria, la Ecocrítica, dedicada a la representación de la naturaleza en las obras literarias. La ecocrítica constituye un campo nuevo que rompe con la tradicional separación entre las ciencias y las letras.

## Definición
Cheryll Glotfelty define esta tendencia en su introducción a The Ecocriticism Reader, como “el estudio de las relaciones entre la literatura y el medio ambiente”, es decir, nuestro ecosistema (conjunto formado por una comunidad de organismos que interactúan entre sí)”. Del mismo modo se aplica esta idea de conexión a las diferentes disciplinas del conocimiento que la ecocrítica pretende combinar, buscando campos de armonía, que nos permitan comprender esos paradigmas errados sobre los que se han basado los mitos del progreso y el desarrollo. Un amplio campo interdisciplinario se abre así ante nuestros ojos, la relación de los estudios literarios y el discurso ecológico con respecto a otras disciplinas asociadas tales como la antropología, la filosofía, la sociología, la psicología y la ética.
La teoría ecocrítica formula un planteamiento en el cual todo se conecta a todo. Existe, por así decirlo, un interés en aplicar el uso de conceptos de la ecología a las composiciones literarias, estableciendo de este modo una conexión entre la obra literaria, el autor y la ecología. Una de las características más importantes de la ecocrítica es el compromiso de incitar una conciencia ecológica a través de la literatura. El ecocriticismo o ecocrítica toma una aproximación basada en la tierra y en la naturaleza para el estudio de la literatura. Un lector ecocrítico, hará preguntas tales como: ¿qué visión de la naturaleza plantea este soneto?; ¿qué papel juega el entorno ambiental en esta obra?; ¿los valores expresados en este relato son consistentes con una sabiduría ecológica?; ¿cómo influyen las metáforas que utilizamos para referirnos a nuestro entorno, la forma en que lo tratamos? Además de raza, clase y género, utilizadas como perspectivas de la crítica, ¿debería el entorno ambiental y la visión de la naturaleza, convertirse en una nueva categoría para el análisis de la literatura? De esta manera podríamos estudiar, por ejemplo, cómo se empieza a plantear la crisis ambiental contemporánea en la literatura, y de qué manera influencian las obras literarias y el lenguaje en la forma en que nos relacionamos con el medio ambiente.
Según Cheryll Glotfelty, las etapas que la ecocrítica ha seguido (y seguirá) son muy parecidas a las señaladas por Elaine Showalter en la evolución del feminismo. Al comienzo se buscan imágenes de la naturaleza en la literatura más clásica, identificando estereotipos (Edén, Arcadia, Paraíso, etc) y ausencias significativas; en un segundo momento se rescata la tradición marginada de los textos escritos desde la naturaleza; por último, se sigue una fase teórica, preocupada por las construcciones literarias del ser humano en relación con su entorno natural, y de ahí el interés por poéticas ligadas a movimientos como la ecología o el ecofeminismo.

## Otros ecocríticos
Además de Cheryll Glotfelty y su libro The Ecocriticism Reader, existen otros estudios de críticos tan importantes como los de:
- Lawrence Buell (The Environmental Imagination, 1995),
- Jonathan Bate (The Song of the Earth, 2000),
- Lawrence Coupe (The Green Studies Reader, 2000),
- Karla Armbruster y Kathleen Wallace (Beyond Nature Writing: Expanding the Boundaries of Ecocriticism, 2001),
- Glen A. Love (Practical Ecocriticism: Literature, Biology, and the Environment. Under the Sign of Nature: Explorations in Ecocriticism, 2003).

## Ecocrítica en España
La disciplina de la ecocrítica se ha dado a conocer en España hace relativamente poco tiempo, si bien desde los noventa ya hay trabajos de investigadores que se encuadran en esta línea. El Grupo de Investigación en Ecocrítica (GIECO)), se fundó en 2006 y está formado por investigadores de diversas universidades españolas y extranjeras, si bien tiene su sede en el Instituto de Investigación Franklin de la Universidad de Alcalá, a la que pertenece su investigadora principal, Carmen Flys Junquera Archivado el 4 de marzo de 2016 en Wayback Machine.. Los miembros restantes son, por orden alfabético:
Julia Barella Vigal Archivado el 4 de marzo de 2016 en Wayback Machine. (Universidad de Alcalá)
Margarita Carretero González (Universidad de Granada)
Terry Gifford (Bath Spa University y Universidad de Alicante)
Olga González Calvo (Universidad de Alcalá)
Lorraine Kerslake (enlace roto disponible en Internet Archive; véase el historial, la primera versión y la última). (Universidad de Alicante)
Esther Laso y León Archivado el 1 de diciembre de 2021 en Wayback Machine. (Universidad de Alcalá)
Montserrat López Mújica Archivado el 4 de marzo de 2016 en Wayback Machine. (Universidad de Alcalá)
José Manuel Marrero Henríquez (Universidad de Las Palmas de Gran Canaria)
Imelda Martín Junquera (Universidad de León)
María Antonia Mezquita Fernández Archivado el 4 de marzo de 2016 en Wayback Machine. (Universidad de Valladolid)
Patrick D. Murphy (University of Central Florida)
Juan Ignacio Oliva Cruz (Universidad de La Laguna)
José Manuel Pedrosa Bartolomé (Universidad de Alcalá)
María Isabel Pérez Ramos (KTH Royal Institute of Technology)
Purificación Bibiana Pérez Ruiz (Universidad Autónoma de Madrid)
Esther Rey Torrijos (Universidad Complutense)
David Río Raigadas (Universidad del País Vasco)
Teo Sanz (Universidad de Burgos)
Irene Sanz Alonso (Universidad de Alcalá)
Carmen Valero Garcés (Universidad de Alcalá)
Paloma Villamil Agraso (enlace roto disponible en Internet Archive; véase el historial, la primera versión y la última). (Universidad de Alcalá)
Diana Villanueva Romero (Universidad de Extremadura)